# 1978 год в театре
1978 год в театре

## События
- При Гамбургской опере начала функционировать Балетная школа Гамбургского балета[нем.] под руководством Джона Ноймайера. В 1989 году школа переехала в собственное здание.

### Постановки
- В Ленинградском театре оперы и балета поставлен балет Ролана Пети «Собор Парижской богоматери».
- 14 февраля — в Лондоне, на сцене театра «Ковент-Гарден», состоялась премьера балета Кеннета Макмиллана на музыку Ференца Листа в оркестровке Джона Ланчбери «Майерлинг». Главные партии исполнили Дэвид Уолл[англ.], Линн Сеймур[англ.], Венди Эллис[англ.], Майкл Сомс[англ.] и Джорджина Паркинсон[англ.].
- 20 июня — премьера спектакля Геннадия Егорова «Добрый человек из Сезуана» Бертольда Брехта на сцене Челябинского государственного театра юных зрителей (диплом Министерства культуры РСФСР на смотре—конкурсе зарубежной драматургии)[1][2].
- 21 июня — в Лондоне, на сцене театра «Принц Эдуард», состоялась премьера мюзикла Эндрю Ллойда Уэббера и Тима Райса «Эвита». Постановка продержалась до 18 февраля 1986 года, выдержав более 3 тысяч представлений.
- 24 ноября — в Гааге, на сцене «Циркус-театра» артисты Нидерландского театра танца[англ.] представили премьеру балета Иржи Килиана «Симфония псалмов» на музыку одноимённого произведения Игоря Стравинского.

## Деятели театра
- Элизабет Платель завоевала серебряную медаль Международного конкурса артистов балета в Варне (Болгария).
- В издательстве «Искусство» в серии «Солисты балета» вышла монография Н. П. Рославлевой, посвящённая танцовщику Марису Лиепа.
- Солисты Большого театра Людмила Власова и Александр Годунов снялись в фильме «31 июня».
- Алтынай Асылмуратова принята в балетную труппу Ленинградского театра оперы и балета.

### Родились
- 15 февраля, Куйбышевская область — Анна Уколова, российская актриса театра и кино.
- 20 февраля, Москва — Андрей Болотин, артист балета, солист Большого театра.
- 16 апреля, Ленинград — Иван Ургант, российский актёр театра и кино, шоумен, продюсер, сценарист.
- 12 июня — Александр Кузьмин, российский актёр.
- 9 июля, Астрахань — Дмитрий Дюжев, российский актёр театра и кино.
- 18 июля, Киев — Игорь Рубашкин, украинский актёр театра и кино.
- 20 июля, Москва — Мария Александрова, артистка балета, прима-балерина Большого театра.
- 8 августа, Буэнос-Айрес — Октавио Стэнли, артист балета и хореограф, солист Балета Бежара.
- 4 октября, Минск — Марина Вежновец, артистка балета, прима-балерина Большого театра Республики Беларусь.
- 16 октября, Ростов-на-Дону — Нина Капцова, артистка балета, прима-балерина Большого театра.
- 19 ноября, Москва — Дарья Павленко, артистка балета, прима-балерина Мариинского театра.
- 9 декабря, Горняк (Донецкая область) — Юрий Шибанов, российский актёр театра и кино.

### Скончались
- 3 апреля, Тбилиси — Акакий Васадзе, актёр, режиссёр и педагог, народный артист СССР (1936), трижды лауреат Сталинской премии.
- 18 апреля, Тбилиси — Додо Антадзе, актёр и театральный режиссёр, народный артист СССР (1971).
- 23 апреля, Москва — Иван Переверзев, актёр театра и кино, народный артист СССР (1975).
- 1 мая, Москва — Арам Хачатурян, композитор, автор балетов «Гаянэ» и «Спартак».
- 12 мая — Василий Меркурьев, актёр, режиссёр и педагог, народный артист СССР (1960), трижды лауреат Сталинской премии.
- 26 мая, Лондон — Тамара Карсавина, артистка балета, прима-балерина Мариинского театра и Русского балета Дягилева.
- 28 мая, Гомель — Владислав Дворжецкий, актёр театра и кино.
- 10 июля, Сан-Франциско — Людмила Шоллар, артистка балета и педагог, солистка Русского балета Дягилева.
- 31 июля — Гюнтер Реннерт, немецкий театральный деятель, оперный режиссёр.
- 17 августа, Москва — Вера Марецкая, актриса театра и кино.
- 23 декабря, Москва — Викторина Кригер, артистка балета и балетный критик, солистка Большого театра, основательница балетной труппы Московского музыкального театра им. К. С. Станиславского и Вл. И. Немировича-Данченко (1929).
- 30 декабря — Ханна Хонти, венгерская актриса оперетты. Народная артистка Венгрии.